# Nellie Clifden
Nellie Clifden o Nellie Clifton fue una actriz irlandesa que se hizo famosa por su relación con Eduardo, príncipe de Gales antes de su matrimonio con Alejandra de Dinamarca. Se conocieron cuando el príncipe estaba pasando diez semanas en Curraugh Camp en Irlanda con la Guardia de Granaderos en 1860. Eduardo era un novato en cuestiones relacionadas con el sexo, por lo que sus compañeros cadetes llevaron a Nellie a la cama del príncipe.
La información acerca de este asunto llegó a los padres de Eduardo y su padre, el príncipe Alberto, le escribió una larga carta de amonestación. Alberto más tarde visitó a su hijo en Cambridge y dieron un largo paseo bajo la lluvia para discutir la irresponsabilidad del príncipe en su vida personal. En esa época, Alberto contrajo la fiebre tifoidea que lo mató poco después, la reina Victoria culpó a Eduardo y afirmó que nunca perdonaría a su hijo. Decía que su marido murió de preocupación por la conducta del príncipe y que «había sido asesinado por ese espantoso asunto». La relación del príncipe de Gales con Nellie terminó cuando su mandato en el Curraugh Camp finalizó, pero fue su primera amante y por tanto famosa. Se casó con Alejandra de Dinamarca en 1863, pero continuó teniendo bastantes relaciones con otras mujeres.